# Poulet à la cancoillotte
Le poulet à la cancoillotte est une variante traditionnelle de recette de cuisine à base de poulet, de la cuisine franc-comtoise, agrémentée à la cancoillotte.

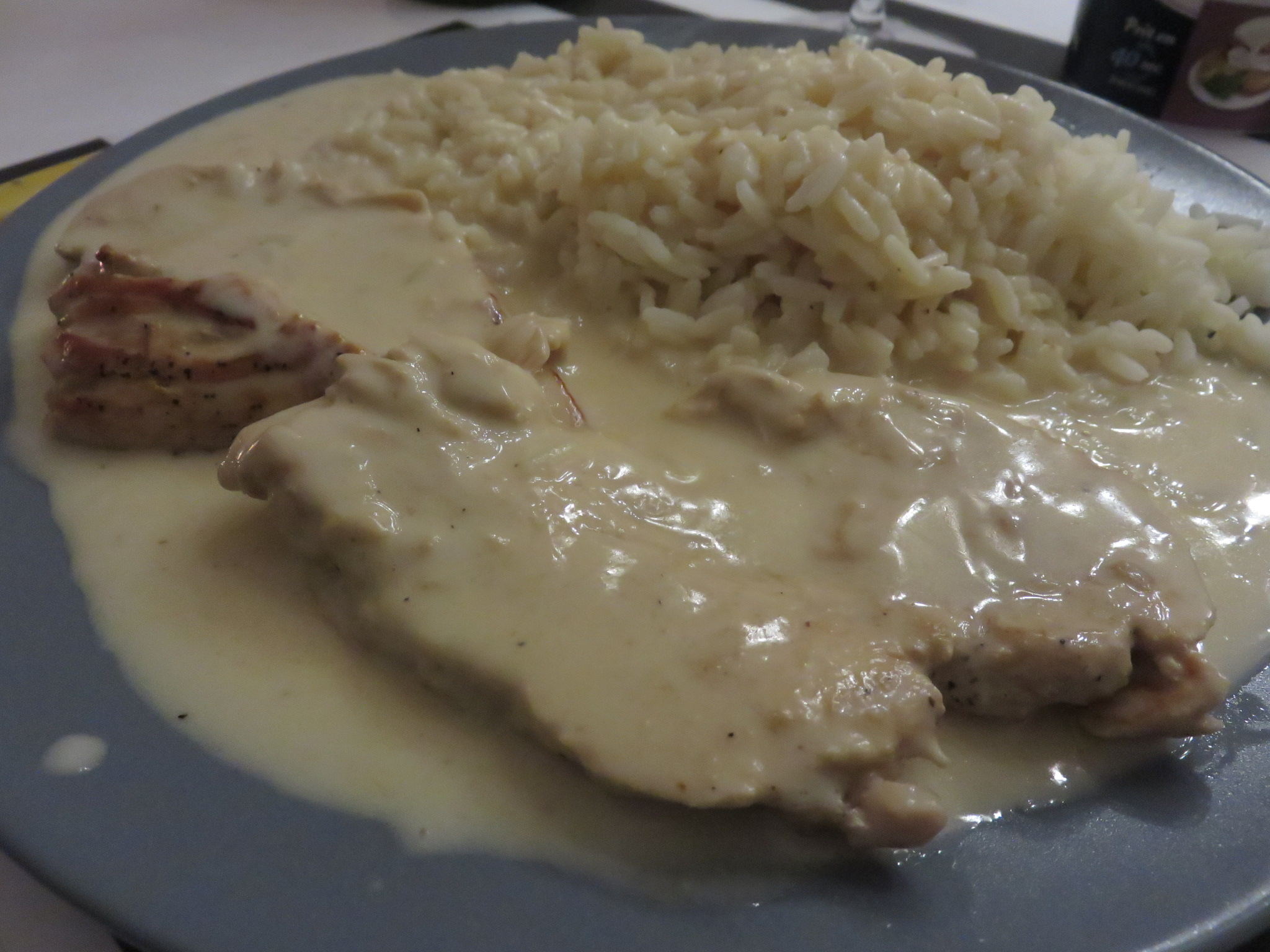
Poulet à la crème, cancoillotte, vin jaune et riz